# ثنائي أمين الإيثيلين رباعي حمض الأسيتيك
ثنائي أمين الإيثيلين رباعي حمض الأسيتيك والذي يرمز له اختصاراً EDTA  وهو مركب كيميائي من فئة الأحماض الكربوكسيلية عديدة الأمين (polyamino carboxylic acid)، ويسمى الأساس المترافق بـ رباعي أسيتات ثنائي أمين الإيثلين (ethylenediaminetetraacetate). «إي دي تي إيه» هو صلب ذواب في الماء ولا لون له. ويستخدم بكثرة في إزالة الترسبات الملحية (Limescale) على جدارن الغلايات. وتأتي أهميته بسبب دوره كمتمخلب، أي أنه قادر على احتجاز الأيونات المعدنية مثل Ca2+ و Fe3+.

## الاستخدامات

### استخدامات صناعية
يستخدم إي دي تي آ كعامل احتجاز (sequestering agent) للشوارد المعدنية في المحاليل المائية. وفي صناعة النسيج يستخدم إي دي تي آ لمنع الشوراد المعدنية من تغيير لون المواد المصبوغة. وفي صناعة الورق، يمنع إي دي تي آ قابلية الشوارد المعدنية وخصوصا Mn2+ من تحفيز عدم تناسب (disproportionation) فوق أكسيد الهيدروجين، التي تستخدم في التبييض بدون الكلور. وبطريقة مشابهة، يضاف إي دي تي آ إلى بعض الطعام كمادة حافظة لمنع تحفيز عملية تغير اللون الناتجة عن الأكسدة، التي تحفز نتيجة الشوارد المعدنية.
وفي مواد العناية الشخصية، يضاف إي دي تي آ إلى مواد التجميل لتحسين استقرارها عند تماسها مع الهواء. والمشروبات الغازية الحاوية على حمض الأسكوربيك وبنزوات الصوديوم، فإن إي دي تي آ تخفف من تشكيل البنزين وهي مادة مسرطنة.

## وصلات خارجية
- Lanigan RS, Yamarik TA (2002). "Final report on the safety assessment of EDTA, calcium disodium EDTA, diammonium EDTA, dipotassium EDTA, disodium EDTA, TEA-EDTA, tetrasodium EDTA, tripotassium EDTA, trisodium EDTA, HEDTA, and trisodium HEDTA". Int. J. Toxicol. 21 Suppl 2: 95–142. DOI:10.1080/10915810290096522. PMID:12396676.
- pH-Spectrum of EDTA complexes
- EDTA: Molecule of the Month
- EDTA Determination of Total Water Hardness
- 507 references regarding oral EDTA
- EDTA: the chelating agent under environmental scrutiny, Química Nova, Nov.-Dec., 2003 (text version)
- EDTA: the chelating agent under environmental scrutiny, Química Nova, Nov.-Dec., 2003 (PDF version)